# Breitenbach (Burgenlandkreis)
Breitenbach (Burgenlandkreis) este o comună din landul Saxonia-Anhalt, Germania.
1. ↑  GeoNames